# アレックス・ホワイト
アレックス・ブルース・ホワイト（Alex Bruce White, 1988年8月29日 - ）は、アメリカ合衆国・ノースカロライナ州グリーンビル出身のプロ野球選手（投手）。右投右打。

## 経歴

### インディアンス時代
ノースカロライナ大学から2009年のMLBドラフトでクリーブランド・インディアンスから1巡目（全体15位）指名され、8月17日の交渉期限直前に225万ドルの契約金で入団に合意。

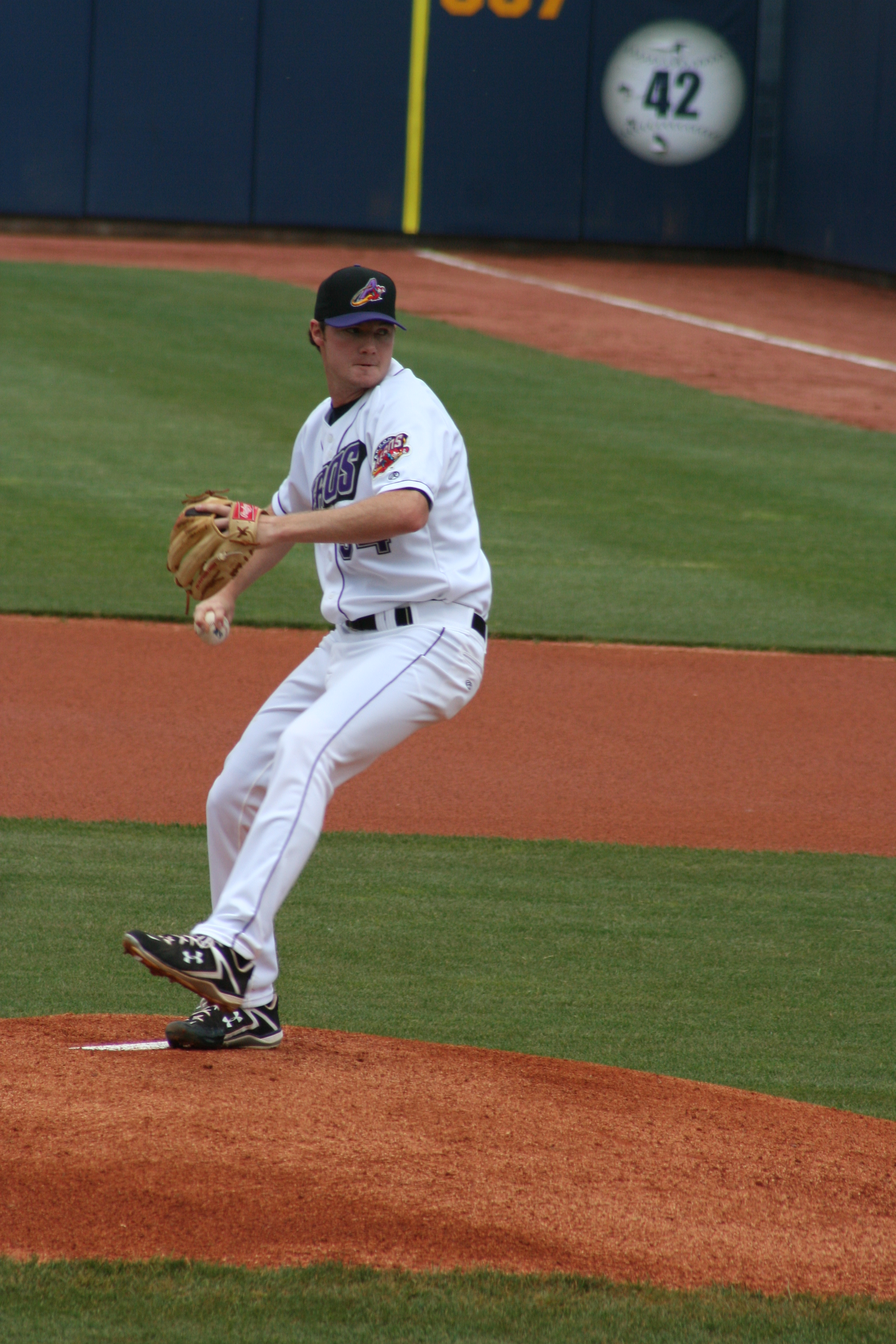
AA級アクロン・エアロズ時代(2010年5月23日)

2010年にA+級キンストン・インディアンスでプロデビュー。シーズン途中でAA級アクロン・エアロズへ昇格し、2階級の合計で10勝10敗・防御率2.45だった。シーズン終了後には、「ベースボール・アメリカ」誌の有望株ランキングにおいて、インディアンスではロニー・チゼンホールに次ぐ2位、マイナー全体では47位の評価を受けた。
2011年はAAA級コロンバス・クリッパーズからスタートし、4月30日のデトロイト・タイガース戦でメジャーデビュー。5月7日のロサンゼルス・エンゼルス・オブ・アナハイム戦でメジャー初勝利を挙げた。

### ロッキーズ時代
2011年7月30日にウバルド・ヒメネスとのトレードで、若手3選手と共にコロラド・ロッキーズへ移籍した。移籍後は8月の後半にメジャーに昇格して先発ローテーションに入ったが、防御率8.42と振るわなかった。

### ロッキーズ退団後
2012年12月4日にウィルトン・ロペスと後日指名選手との2対2のトレードでアレックス・ギリンガムと共にヒューストン・アストロズへ移籍した。
2013年4月11日にトミー・ジョン手術を受け、シーズン中の復帰は絶望となった。
2014年5月から実戦復帰し、傘下のAAA級オクラホマシティ・レッドホークスでシーズンを過ごす。
2015年4月4日にDFAとなり、8日に傘下のAAA級フレズノ・グリズリーズに異動。6月8日に解雇となり、10日にアトランタ・ブレーブスとマイナー契約を結ぶ。7月20日に解雇となる。
2016年は所属球団なく、2017年5月4日に独立リーグ・アメリカン・アソシエーションのスーシティ・エクスプローラーズと契約。7月15日に解雇となるが、30日に再契約。
2018年6月16日にアトランティックリーグのサザンメリーランド・ブルークラブスと契約するが、6月29日に解雇となる。

## 詳細情報

### 年度別投手成績 (MLB)
| 年 度     | 球 団     | 登 板 | 先 発 | 完 投 | 完 封 | 無 四 球 | 勝 利 | 敗 戦 | セ 丨 ブ | ホ 丨 ル ド | 勝 率 | 打 者 | 投 球 回 | 被 安 打 | 被 本 塁 打 | 与 四 球 | 敬 遠 | 与 死 球 | 奪 三 振 | 暴 投 | ボ 丨 ク | 失 点 | 自 責 点 | 防 御 率 | W H I P |
| --------- | --------- | ----- | ----- | ----- | ----- | -------- | ----- | ----- | -------- | ----------- | ----- | ----- | -------- | -------- | ----------- | -------- | ----- | -------- | -------- | ----- | -------- | ----- | -------- | -------- | ------- |
| 2011      | CLE       | 3     | 3     | 0     | 0     | 0        | 1     | 0     | 0        | 0           | 1.000 | 66    | 15.0     | 14       | 3           | 9        | 2     | 0        | 13       | 0     | 0        | 7     | 6        | 3.60     | 1.53    |
| 2011      | COL       | 7     | 7     | 0     | 0     | 0        | 2     | 4     | 0        | 0           | .333  | 171   | 36.1     | 48       | 12          | 16       | 1     | 4        | 24       | 5     | 0        | 35    | 34       | 8.42     | 1.76    |
| '11計     | COL       | 10    | 10    | 0     | 0     | 0        | 3     | 4     | 0        | 0           | .429  | 237   | 51.1     | 62       | 15          | 25       | 3     | 4        | 37       | 5     | 0        | 42    | 40       | 7.01     | 1.70    |
| 2012      | COL       | 23    | 20    | 0     | 0     | 0        | 2     | 9     | 0        | 0           | .182  | 459   | 98.0     | 114      | 13          | 51       | 9     | 5        | 64       | 6     | 0        | 66    | 60       | 5.51     | 1.68    |
| 通算：2年 | 通算：2年 | 33    | 30    | 0     | 0     | 0        | 5     | 13    | 0        | 0           | .278  | 696   | 149.1    | 176      | 28          | 76       | 12    | 9        | 101      | 11    | 0        | 108   | 100      | 6.03     | 1.69    |

### 背番号
- 32 (2011年 - 同年途中)
- 43 (2011年途中 - 同年)
- 6 (2012年)